# Hylophylax punctulatus
Hylophylax punctulatus là một loài chim trong họ Thamnophilidae.